# Partula labrusca
Partula labrusca foi uma espécie de gastrópodes da família Partulidae.
Foi endémica da Polinésia Francesa, em Raiatea. Está extinta como resultado da introdução da espécie predadora Euglandina rosea, com o último animal morto em cativeiro no ano de 2002.